# 대니 팬텀의 에피소드 목록
다음은 미국의 텔레비전 애니메이션 《대니 팬텀》의 에피소드 목록이다.

## 에피소드

### 시즌 1 (2004–05)
| 제목 | 축약형 | 첫방영 날짜 (미국) | 시즌 | 에피소드 |  |
| --- | ------ | ------------------ | ---- | -------- |  |
| "고기 유령" | MM     | 2004년 4월 3일     | 1    | 1        |  |
| 대니 펜덤과 그의 친구들은 샘의 점심 식단변경에 분노한 런치 레이디 유령과 싸운다.                                                                   |        |                    |      |          |  |
| |        |                    |      |          |  |
| "어버이의 유대" | PB     | 2004년 4월 9일     | 1    | 2        |  |
| 떨고 있는 대니는 그의 댄스 파트너가 되어달라고 폴리나에게 요청하는 한편 용 유령과도 싸워야 한다.                                                   |        |                    |      |          |  |
| |        |                    |      |          |  |
| "희귀종 대니" | OoAK   | 2004년 4월 9일     | 1    | 3        |  |
| 스컬커는 대니를 자신의 수집목록에 넣으려고 한다. 대니는 희귀한 반유령이었기 때문이다.                                                              |        |                    |      |          |  |
| |        |                    |      |          |  |
| "파격! 중고품 세일" | AoTKGS | 2004년 4월 17일    | 1    | 4        |  |
| 대니는 기계 유령 테크너스를 만난다. 대니는 킹카들의 파티에도 가야 하지만 이 유령도 해치워야 한다.                                                  |        |                    |      |          |  |
| |        |                    |      |          |  |
| "쪼개진 기억" | SI     | 2004년 4월 23일    | 1    | 5        |  |
| 대니는 대니가 누군가에게 저지른 실수를 용납하지 못하는 얼간이 유령 시드니 포인덱스터랑 싸워야만 한다.                                              |        |                    |      |          |  |
| |        |                    |      |          |  |
| "네가 원하는 것" | WYW    | 2004년 4월 30일    | 1    | 6        |  |
| 터커는 소원의 유령인 데저레이로부터 유령 파워를 얻는다. 하지만 그에는 엄청난 흑막이 숨어 있었다.                                                   |        |                    |      |          |  |
| |        |                    |      |          |  |
| "위험한 동창" | BR     | 2004년 5월 7일     | 1    | 7        |  |
| 대니는 부모님들의 20번째 동창에 간다. 거기서 블라드 마스터즈를 만나고 그가 유령임을 알게 된다.                                                     |        |                    |      |          |  |
| |        |                    |      |          |  |
| "사랑의 수감자들" | PoL    | 2004년 5월 14일    | 1    | 8        |  |
| 대니는 그동안 그가 물리친 유령들과 힘을 합쳐 감옥을 탈출해야한다.                                                                                  |        |                    |      |          |  |
| |        |                    |      |          |  |
| "내 동생의 지킴이" | MBK    | 2004년 6월 18일    | 1    | 9        |  |
| 기운 없는 대니는 그의 새 지도 상담교사인 페넬로페 스펙트라랑 보조교사 버트랜드랑 싸워야만 한다.                                                    |        |                    |      |          |  |
| |        |                    |      |          |  |
| "회색의 그림자" | SoG    | 2004년 9월 24일    | 1    | 10       |  |
| 대니는 실수로 발레리 그레이의 아버지가 부탁받은 집에 유령 개를 끌고 가 버린다. 그 일로 발레리의 아버지는 해고당하고 발레리는 유령사냥을 하게 된다. |        |                    |      |          |  |
| |        |                    |      |          |  |
| "록가수 엠버" | FTF    | 2004년 10월 8일    | 1    | 11       |  |
| 최근 유명한 가수인 엠버 맥클레인에게 전 세계 모든 사람들이 열광한다. 하지만 그 가수는 유령이었다.                                                  |        |                    |      |          |  |
| |        |                    |      |          |  |
| "이 해의 선생님" | ToTY   | 2004년 10월 18일   | 1    | 12       |  |
| 복수를 위해 테크너스는 돌아온다. 그는 사이버 세계를 지배하려고 시도한다.                                                                           |        |                    |      |          |  |
| |        |                    |      |          |  |
| "13" | 13     | 2004년 11월 14일   | 1    | 13       |  |
| 재즈는 조니 써틴이라는 바이커에게 떨어진다. 그는 자신의 여자친구인 키티의 영혼을 집어넣을 여자를 몰색하고 있었다.                                  |        |                    |      |          |  |
| |        |                    |      |          |  |
| "공공의 적" | PE     | 2005년 2월 4일     | 1    | 14       |  |
| 워커는 대니를 애미티 파크의 공공의 적 넘버 1으로 만들어 버리는 작전을 시행한다.                                                                    |        |                    |      |          |  |
| |        |                    |      |          |  |
| "공포의 밤" | FN     | 2004년 10월 29일   | 1    | 15       |  |
| 대니는 프라이트 나이트와 싸워야만 한다. 그와 동시에 할로윈 대결에서 대시를 눌러야만 한다.                                                          |        |                    |      |          |  |
| |        |                    |      |          |  |
| "엄마의 천분" | MI     | 2005년 2월 18일    | 1    | 16       |  |
| 메디와 대니는 DALV에 초대받는다. 하지만 이건 블라드의 메디강탈 음모였다.                                                                           |        |                    |      |          |  |
| |        |                    |      |          |  |
| "사랑의 행운" | LiL    | 2005년 2월 11일    | 1    | 17       |  |
| 폴리나는 대니가 유령이라는 사실을 알고 데이트를 한다. 하지만 실제로는 그 폴리나의 몸 안엔 조니의 여자친구 키티가 들어가 있었다.                    |        |                    |      |          |  |
| |        |                    |      |          |  |
| "삶 레슨" | LL     | 2005년 2월 25일    | 1    | 18       |  |
| 대니와 발레리는 학교 과제로 밀가루 포대를 돌봐야 한다. 하지만 스컬커로 인해 밀가루는 일부 망가진다.                                                |        |                    |      |          |  |
| |        |                    |      |          |  |
| "100만 달러 유령" | MDG    | 2005년 6월 3일     | 1    | 19       |  |
| 블라드의 저택이 폭발로 파괴되었을 때, 그는 대니를 현상수배한다. 그리고 블라드는 대니의 집의 유령 포탈을 노린다.                                    |        |                    |      |          |  |
| |        |                    |      |          |  |
| "괴물 조종" | CF     | 2005년 6월 17일    | 1    | 20       |  |
| 고디카 서커스의 단장 프릭쇼는 대니에게 최면을 걸어 자신의 부하로 만들어 나쁜 짓을 시킨다.                                                          |        |                    |      |          |  |